# Султан бін Муршид
Султан бін Муршид (араб. سلطان بن مرشد; д/н — 1743) — імам Оману в 1742—1743 роках. Відомий також як Султан III.

## Життєпис
Походив з династії Ярубідів. Султан ібн Муршид ібн Джаді бін Мубарак. Відомостей про нього обмаль. 1742 року проти імама Саїф бін Султана II виступило більшість шейхів й улемів, які оголосили в місті Нахаль новим імамом Султана бін Муршида. Невдовзі захопив важливу фортецю Рустак, завдавши поразки війська Саїфа бін Султана II.
Доволі швидко встановив владу над усім Оманом, взявши в облогу місто Маскат. Для підриву ваги Маскату оголосив пільги торгівцям в порту Маттрах. Натомість Саїф бін Султан II запросив допомоги перського володаря Надір Шаха, визнавши його зверхність. Невдовзі прибуло 6 тис. персів на чолі із Мірзою Мухаммед Такі-ханом, яке зайняло Джульфару. У відповідь частина османського флоту, до того вірного Саїф бін Султану перейшло на бік Султана бін Муршида. Останній вправним маневром завдав персам поразок в Маттрасі та Маскаті.
У відповідь прибули додаткові перські загони, що змусили султана бін Муршида відступити. У серпні 1743 року в битві біля Сухару він зазнав поразки й загинув. Невдовзі помер Саїф бін Султан II. Новим імамом було обрано Більараба бін Хім'яра.